# Образование в Бурунди
Образование в Бурунди обязательно в возрасте от 7 до 13 лет. Начальное образование можно теоретически назвать бесплатным.
Начальное образование в Бурунди — это образование в возрасте от 7 до 13 лет. Всего предусмотрено 6 лет обучения в начальной школе. На следующем этапе (младшей ступени средней школы) нужно учиться ещё четыре года. Наконец, в старших классах — ещё три года обучения. Учащиеся сдают экзамены в предпоследнем году обучения в начальной школе. (Certificat de la Sixième), а также экзамены в десятом классе, которые позволяют некоторым попасть в старшие классы. Наконец, последний экзамен проводится в последний год обучения в школе, по его итогам выдаётся диплом об окончании школы (Diplôme de Fin d'Études Secondaires).
В 2015 году показатель охвата детей начальным образованием (в возрасте 5-14 лет) составил 61 процент. 26 процентов детей в этой возрастной группе совмещали учёбу и работу. Уровень начального образования составлял 66 процентов. Соотношение учеников и учителей в Бурунди в 2011 году составило 29,4:1.
Общий уровень образования в Бурунди низкий. В 2011 году уровень грамотности в стране составил примерно 60 процентов. Правительство Бурунди подписало различные международные документы, направленные против детского труда.
На практике реальность образования в Бурунди часто отличается от правовой структуры. Боевые действия во время гражданской войны в Бурунди (1993—2006 годы) нанесли ущерб системе образования. Около 25 процентов всех школ страны были разрушены, а многие учителя были убиты или стали внутренне перемещенными лицами. Более 6000 бурундийских детей живут в лагерях беженцев за пределами Бурунди. По состоянию на 2021 год, по оценкам всемирной книги фактов ЦРУ, только 74,7 % населения в возрасте от 15 лет и старше умеют читать и писать из них 81,3 % мужчин и 68,4 % женщин.